# Ахматов Расамбек Асламбекович
Расамбек Асламбекович Ахматов (рос. Расамбек Асламбекович Ахматов / фр. Rasambek Akhmatov; нар. 31 травня 1996, Ачхой-Мартан, Ічкерія) — російський та французький футболіст, півзахисник румунського клубу «Глорія» (Бузеу).

## Життєпис
У 2003 році, втікаючи від війни в Ічкерії, разом з родиною емігрував до Франції. 24 січня 2008 року внаслідок натуралізації батьків отримав французьке громадянство.
Зацікавленість футболом проявив у віці 10 років на міському стадіоні в невеликому районі в Агено. У 2005 році переїхав до Агено, з однойменним клубом якого у віці 11 років підписав свій перший контракт. Згодом грав у декількох ельзаських клубах, перш ніж приєднатися до дорослої команди «Оберне». Вирішив спробувати свої сили під час скаутингу, який організувала в Парижі американська команда, з 800 гравців став одним із 10, відібраних для проведення 2-тижневого перегляду в Маямі. Зрештою приєднався до команди «Маямі Сіті», який на той час виступав у третьому дивізіоні чемпіонату США. Відіграв два сезони в Маямі, після чого його помітили скаути представника другого дивізіону «Своуп Парк Рейнджерс», з яким влітку 2018 року Расамбек підписав свій перший професійний контракт.
У 2016-2017 роках грав за французький «Вобан» (Страсбур). У травні 2017 року повернувся до «Маямі Сіті», але вже у серпні покинув команду. Під час пандемії провів декілька місяців без клубу, перш ніж підписати контракт з «Комуною» (Реча) з другого дивізіону чемпіонату Румунії. 12 вересня 2020 року у матчі проти клубу «Віїторул» (Тиргу-Жіу) дебютував за новий клуб.
ПНа початку 2022 року підписав контракт із казахстанським клубом «Мактаарал». 5 березня 2022 року у матчі проти «Ордабаси» дебютував у казахстанській Прем'єр-лізі. Потім повернувся до Румунії, щоб приєднатися до клубу Ліги I «Кіндія» (Тирговіште).

## Статистика виступів

### Клубна
Станом на 9 квітня 2023 року.
| Сезон                             | Команда                           | Чемпіонат                         | Чемпіонат | Чемпіонат | Нац. кубок | Нац. кубок | Нац. кубок | Конт. кубок | Конт. кубок | Конт. кубок | Інші кубки | Інші кубки | Інші кубки | Загалом | Загалом |
| Сезон                             | Команда                           | Змаг.                             | Матчі     | Голи      | Змаг.      | Матчі      | Голи       | Змаг.       | Матчі       | Голи        | Змаг.      | Матчі      | Голи       | Матчі   | Голи    |
| --------------------------------- | --------------------------------- | --------------------------------- | --------- | --------- | ---------- | ---------- | ---------- | ----------- | ----------- | ----------- | ---------- | ---------- | ---------- | ------- | ------- |
| сер.-гр. 2018                     | «Своуп Парк Рейнджерс»            | USL                               | 11+2      | 0         |            | -          | -          |             | -           | -           |            | -          | -          | 13      | 0       |
| 2019                              | «Своуп Парк Рейнджерс»            | USLC                              | 17        | 1         |            | -          | -          |             | -           | -           |            | -          | -          | 17      | 1       |
| Загалом за «Своуп Парк Рейнджерс» | Загалом за «Своуп Парк Рейнджерс» | Загалом за «Своуп Парк Рейнджерс» | 28+2      | 1+0       |            | -          | -          |             | -           | -           |            | -          | -          | 30      | 1       |
| 2020-2021                         | «Комуна» (Реча)                   | Л2                                | 16+6      | 1+1       | КР         | 0          | 0          |             | -           | -           |            | -          | -          | 22      | 1       |
| бер.-сер. 2022                    | «Мактаарал»                       | ПЛ                                | 12        | 0         | КК         | 6          | 0          |             | -           | -           |            | -          | -          | 18      | 0       |
| сер. 2022-2023                    | «Кіндія» (Тирговіште)             | Л1                                | 22+3      | 1+0       | КР         | 4          | 0          |             | -           | -           |            | -          | -          | 29      | 1       |
| Усього за кар'єру                 | Усього за кар'єру                 | Усього за кар'єру                 | 89        | 4         |            | 10         | 0          |             | -           | -           |            | -          | -          | 99      | 4       |